# Cole Alexander
Cole Alexander (Ciudad del Cabo, 9 de julio de 1989) es un futbolista sudafricano que juega en la demarcación de centrocampista para el Polokwane City FC de la Liga Premier de Sudáfrica.

## Selección nacional
Hizo su debut con la selección de fútbol de Sudáfrica el 25 de marzo de 2015 en un encuentro amistoso contra Suazilandia que finalizó con un resultado de 1-3 a favor del combinado sudafricano tras el gol de Felix Badenhorst para Suazilandia, y de Thulani Hlatshwayo, Thabo Mnyamane y Mandla Masango para Sudáfrica.

## Clubes
| Club                      | País      | Año       | Partidos | Goles |
| ------------------------- | --------- | --------- | -------- | ----- |
| Cape Town Spurs FC        | Sudáfrica | 2008-2010 | 19       | 1     |
| Vasco da Gama (cedido)    | Sudáfrica | 2010-2011 | 24       | 0     |
| Cape Town Spurs FC        | Sudáfrica | 2011-2012 | 21       | 0     |
| Chippa United FC (cedido) | Sudáfrica | 2012-2013 | 12       | 0     |
| Cape Town Spurs FC        | Sudáfrica | 2013-2014 | 17       | 0     |
| Polokwane City FC         | Sudáfrica | 2014-2016 | 56       | 4     |
| SuperSport United FC      | Sudáfrica | 2016-2018 | 13       | 2     |
| Bidvest Wits FC           | Sudáfrica | 2018-2020 | 62       | 4     |
| Odisha FC                 | India     | 2020-2021 | 15       | 3     |
| Kaizer Chiefs FC          | Sudáfrica | 2021-2023 | 29       | 1     |
| Helsingborgs IF           | Suecia    | 2023      | 7        | 1     |
| Polokwane City FC         | Sudáfrica | 2024-     | 26       | 0     |